# Varbóc, Borsod-Abaúj-Zemplén
Varbóc este un sat în districtul Edelény, județul Borsod-Abaúj-Zemplén, Ungaria, având o populație de 54 de locuitori (2011). 

## Demografie
Componența etnică a satului Varbóc
     Maghiari (100%)
Componența confesională a satului Varbóc
     Reformați (53,7%)
     Romano-catolici (12,96%)
     Necunoscută (33,33%)
Conform recensământului din 2011, satul Varbóc avea 54 de locuitori. Din punct de vedere etnic, majoritatea locuitorilor (100,0%) erau maghiari.  Din punct de vedere confesional, majoritatea locuitorilor (53,7%) erau reformați, cu o minoritate de romano-catolici (12,96%). Pentru 33,33% din locuitori nu este cunoscută apartenența confesională.